# 武富健治
武富 健治（たけとみ けんじ、1970年8月21日 - ）は、日本の漫画家。佐賀県杵島郡江北町生まれ。小金井市在住。東京都立駒場高校を経て、青山学院大学文学部二部教育学科を卒業。代表作は『漫画アクション』で連載した『鈴木先生』。自らを「文芸漫画家」と称している。2007年、『鈴木先生』により第11回文化庁メディア芸術祭マンガ部門優秀賞を受賞した。

## 経歴
父が自衛官であったため、愛知県豊川市、東京都小平市、北海道倶知安などを転々として育つ。小学5年で目黒区に引越して以来、東京在住。なお、『鈴木先生』の舞台は武富が実際に通った中学校をモデルにしているという。
幼少時より漫画制作を行い、少年期に白土三平や永島慎二に影響を受ける。高校、大学は漫画研究会に所属。在学中の1991年に『面食いショウの孤独』でアフタヌーン四季賞（講談社）準入選、『康子』でビッグコミック賞（小学館）佳作を受けるも、デビューには至らなかった。その後、同人活動を行いつつ、1997年に『屋根の上の魔女』が『ビッグコミックオリジナル』の増刊に掲載されデビューとなる。
デビュー後は高田靖彦のアシスタントを務めながら『ビッグコミック増刊号』やワニマガジン社のホラー誌に読み切りを発表。また江露巣主人名義でアンソロジーコミックなどで成人向け漫画も執筆していた。
2001年に再びアフタヌーン四季賞に投稿し、佳作。これがきっかけになり『アフタヌーンシーズン増刊』に読み切り『まんぼう』が掲載された。2003年には木戸佑兒主宰の劇団東京（n-1）に美術担当および俳優として参加。
2005年より竹書房の実話系の漫画誌などで原作付きの読み切りを数作手掛ける。同年『漫画アクション』（双葉社）に『鈴木先生』が読み切りとして掲載されたのち、同誌にて連載開始。2007年には過去の短編作品を収録した作品集も刊行された。

## 著作リスト
- 鈴木先生（2006年 - 2011年、双葉社、全11巻）
  - 鈴木先生外典（『漫画アクション』2011年5月8日号 - 2012年11月6日号、双葉社）
- 武富健治作品集
  - 掃除当番（2007年3月刊、太田出版）
  - 屋根の上の魔女（2007年7月刊、ジャイブ）
- 「悪いこと」したら、どうなるの?（2008年） - 藤井誠二との共著。武富は漫画の部分を担当。
- なりきりあしたのジョー2（2009年4月、携帯公式サイトアニ読メ）
- ごめんねロック（小三教育技術 2011年3月号、小四教育技術 同年3月号、小学館）
- 心の問題 （『ジャンプスクエア』2011年5月号、集英社） - 初恋の破局といじめをテーマにした読切作品。
- 惨殺半島 赤目村（原案協力：中島直俊、『コミック アース・スター』2012年8月号 - 2014年4月号、アース・スター エンターテイメント、全2巻）
- ルームメイト（原作：今邑彩、『ビッグコミックスピリッツ』 2013年42号 - 2014年24号、小学館、全3巻）
- 漫画訳 雨月物語（原作：上田秋成、2016年7月刊、PHP研究所）
- 火花（原作：又吉直樹、『ビッグコミックスピリッツ』2016年53号 - 2017年39号、小学館、上下巻（全2巻））
- 古代戦士ハニワット（『漫画アクション』2018年14号[3] - 連載中、双葉社、既刊11巻）
- 各出版社のコンビニコミックの作画